# 8. Panzer-Division
8. Panzer-Division var en pansardivision i den tyska armén under andra världskriget. Divisionen bildades i oktober 1939 då 3. leichte Division ombildades till en fullvärdig pansardivision efter erfarenheterna från invasionen av Polen.

## Slag

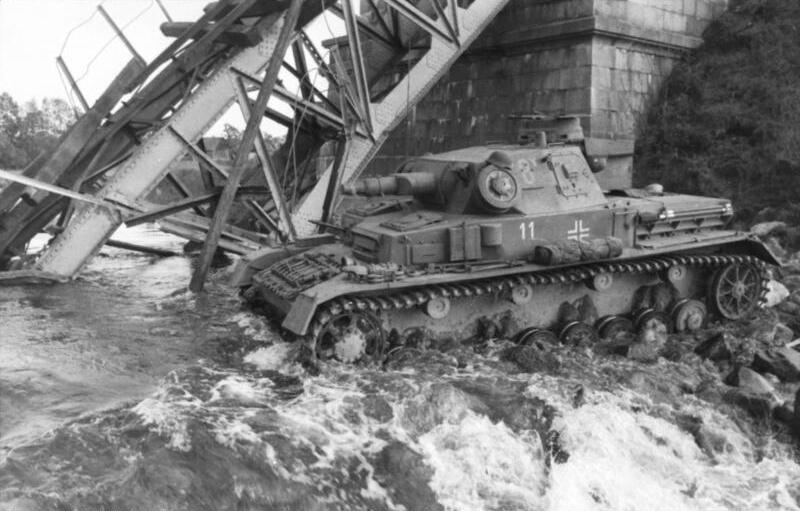
Panzer IV korsar en flod bredvid en förstörd bro

## Befälhavare[1]
- Generalleutnant Adolf Kuntzen (16 okt 1939 - 20 feb 1941)
- Generalmajor Erich Brandenberger (20 feb 1941 - 21 april 1941)
- Generalmajor Walter Neumann-Silkow (21 april 1941 - 26 maj 1941)
- Generalmajor Erich Brandenberger (26 maj 1941 - 8 dec 1941)
- Generalmajor Werner Hühner (8 dec 1941 - 20 mars 1942)
- Generalmajor Erich Brandenberger (20 mars 1942 - 6 aug 1942)
- Generalleutnant Josef Schrötter (6 aug 1942 - 10 nov 1942)
- Generalleutnant Erich Brandenberger (10 nov 1942 - 17 jan 1943)
- Generalmajor Sebastian Fichtner (17 jan 1943 - 20 sep 1943)
- Generalmajor Gottfried Frölich (20 sep 1943 - 1 april 1944)
- Generalmajor Werner Friebe (1 april 1944 - 21 juli 1944)
- Generalmajor Gottfried Frölich (21 juli 1944 - 5 jan 1945)
- Generalmajor Heinrich-Georg Hax (5 jan 1945 - 8 maj 1945)

## Organisation
Divisionens organisation 1943
- Stab
- 10. Panzer-Regiment
- 8. Panzergrenadier-Regiment
  - Panzergrenadier-Bataillon I
  - Panzergrenadier-Bataillon II
  - Infanterie Geschütz Kompanie motoriserat
- 28. Panzergrenadier-Regiment
  - Panzergrenadier-Bataillon I
  - Panzergrenadier-Bataillon II
  - Infanterie Geschütz Kompanie motoriserat
- 43. Panzerjäger-Abteilung Pansarvärnsbataljon
- 8. Aufklürungs-Abteilung Spaningsbataljon
- 80. Artillerie-Regiment
  - Artillerie-Abteilung I
  - Artillerie-Abteilung II
- 286. Heeres-Flak-Artillerie-Abteilung Luftvärnsbataljon
- 59. Pionier-Bataillon Pionjärbataljon
- 84. Nachrichten-Abteilung Signalbataljon
- 59. Ost Kompanie

Divisionens organisation i september 1944
- Stab
- 10. Panzer-Abteilung
- 98. Panzergrenadier-Regiment
  - Panzergrenadier-Bataillon I
  - Panzergrenadier-Bataillon II
  - Panzergrenadier-Bataillon III Cykelinfanteri
  - Infanterie Geschütz Kompanie självgående
  - Pionier-Kompanie
- 43. Panzerjäger-Abteilung Pansarvärnsbataljon
- 8. Aufklürungs-Abteilung Spaningsbataljon
- 80. Artillerie-Regiment
  - Artillerie-Abteilung I
  - Artillerie-Abteilung II
- 286. Heeres-Flak-Artillerie-Abteilung Luftvärnsbataljon
- 59. Pionier-Bataillon Pionjärbataljon
- 84. Nachrichten-Abteilung Signalbataljon